# Молдова на зимових Олімпійських іграх 2006
Молдова брала участь у Зимових Олімпійських іграх 2002 року в Турині (Італія) вчетверте за свою історію, але не завоювала жодної медалі. Збірну країни представляли троє жінок — Валентина Ціуріна (біатлон: спринт), Олена Горохова (біатлон: спринт; лижні перегони: спринт),Наталія Левченкова (біатлон: спринт, гонка переслідування, індивідуальна гонка, мас-старт); а також троє чоловіків Михайло Грибусенков (біатлон: спринт), Іліє Бріа (лижні перегони: спринт), Богдан Маковей (санний спорт: одиночки).

## Біатлон
| Спортсмен(ка)       | Дисципліна                     | Фінал        | Фінал        | Фінал        |
| Спортсмен(ка)       | Дисципліна                     | Час          | Промахи      | Місце        |
| ------------------- | ------------------------------ | ------------ | ------------ | ------------ |
| Валентина Ціуріна   | Спринт (жінки)                 | 30:04.2      | 4            | 81           |
| Олена Горохова      | Спринт (жінки)                 | 26:23.9      | 2            | 68           |
| Михайло Грибусенков | Спринт (чоловіки)              | 32:17.6      | 2            | 81           |
| Михайло Грибусенков | Індивідуальна гонка (чоловіки) | Не стартував | Не стартував | Не стартував |
| Наталія Левченкова  | Спринт (жінки)                 | 24:32.2      | 1            | 41           |
| Наталія Левченкова  | Гонка переслідування (жінки)   | 41:36.19     | 2            | 23           |
| Наталія Левченкова  | Мас-старт (жінки)              | 44:21.8      | 2            | 21           |
| Наталія Левченкова  | Індивідуальна гонка (жінки)    | 52:11.7      | 2            | 8            |

## Лижні перегони
Sprint
| Спортсмен(ка)  | Дисципліна        | Кваліфікація | Кваліфікація | Чвертьфінал | Чвертьфінал | Півфінал   | Півфінал   | Фінал      | Фінал |
| Спортсмен(ка)  | Дисципліна        | Час          | Місце        | Час         | Місце       | Час        | Місце      | Час        | Місце |
| -------------- | ----------------- | ------------ | ------------ | ----------- | ----------- | ---------- | ---------- | ---------- | ----- |
| Іліє Бріа      | Спринт (чоловіки) | 2:42.30      | 77           | Не пройшов  | Не пройшов  | Не пройшов | Не пройшов | Не пройшов | 77    |
| Олена Горохова | Спринт (жінки)    | 2:31.61      | 62           | Не пройшла  | Не пройшла  | Не пройшла | Не пройшла | Не пройшла | 62    |

## Санний спорт
| Спортсмен      | Дисципліна          | Фінал   | Фінал   | Фінал   | Фінал   | Фінал        | Фінал |
| Спортсмен      | Дисципліна          | Заїзд 1 | Заїзд 2 | Заїзд 3 | Заїзд 4 | Сумарний час | Місце |
| -------------- | ------------------- | ------- | ------- | ------- | ------- | ------------ | ----- |
| Богдан Маковей | Одиночки (чоловіки) | 55.681  | 55.101  | 54.005  | 53.599  | 3:38.386     | 30    |